# Огновенко, Владимир Михайлович
Влади́мир Миха́йлович Огнове́нко (род. 27 февраля 1947, Карталы, Челябинская область) — советский, российский оперный певец (бас); народный артист РФ (1997).

## Биография
Выпускник Свердловского музыкального училища. В 1972 году окончил Уральскую государственную консерваторию им. М. П. Мусоргского (педагог Иван Семёнов). В 1970—1984 гг. — солист Свердловского государственного академического театра оперы и балета им. А. В. Луначарского, в 1984—1989 гг. — солист Малого театра оперы и балета им. М. П. Мусоргского (Ленинград).
С 1989 г. — солист Академического театра оперы и балета им. С. М. Кирова (с 1992 года — Мариинский театр).

## Творчество
Выступал на сценах ведущих театров мира: Ла Скала, Метрополитен-оперы, Парижской национальной оперы, Венской государственной оперы, театра Лисеу, Театро коммунале ди Болонья, театра Шатле, оперы Сан-Франциско, Чикагского оперного театра, Гранд-оперы Хьюстона, Опере Сиэтла, а также на крупнейших фестивалях: Флорентийском музыкальном мае, фестивале в Экс-ан-Провансе, Международном оперном фестивале им. Ф. Шаляпина в Казани.
В репертуаре артиста более 70 партий.

### Оперные партии
- Руслан; Фарлаф; Светозар — «Руслан и Людмила» М. Глинки
- Борис Годунов; Варлаам — «Борис Годунов» М. Мусоргского
- Иван Хованский; Досифей — «Хованщина» М. Мусоргского
- Аминакар — «Саламбо» М. Мусоргского
- Князь Галицкий — «Князь Игорь» А. Бородина
- Гремин — «Евгений Онегин» П. Чайковского
- Чуб — «Черевички» П. Чайковского
- Князь Вязьминский — «Опричник» П. Чайковского
- Иван Грозный — «Псковитянка» Н. Римского-Корсакова
- Варяжский гость; Дуда — «Садко» Н. Римского-Корсакова
- Собакин — «Царская невеста» Н. Римского-Корсакова
- Бурундай — «Сказание о невидимом граде Китеже и деве Февронии» Н. Римского-Корсакова
- Буря Богатырь — «Кащей Бессмертный» Н. Римского-Корсакова
- Борис Тимофеевич — «Леди Макбет Мценского уезда» Д. Шостаковича
- Иван Яковлевич — «Нос» Д. Шостаковича
- Николай Болконский; Кутузов — «Война и мир» С. Прокофьева
- Инквизитор — «Огненный ангел» С. Прокофьева
- Маг Челий — «Любовь к трём апельсинам» С. Прокофьева
- Генерал — «Игрок» С. Прокофьева
- Командор — «Дон Жуан» В.-А. Моцарта
- Дон Базилио — «Севильский цирюльник» Дж. Россини
- Мефистофель — «Фауст» Ш. Гуно
- Рамфис — «Аида» Дж. Верди
- Филлип II — «Дон Карлос» Дж. Верди
- Дикой — «Катя Кабанова» Л. Яначека
- Пётр I — «Пётр I» А. Петрова

### Дискография
| год  | роль                              | произведение                                        | композитор             | дирижёр                                                   | лейбл                             |
| ---- | --------------------------------- | --------------------------------------------------- | ---------------------- | --------------------------------------------------------- | --------------------------------- |
| 1993 |                                   | «Война и мир»                                       | С. С. Прокофьев        | Валерий Гергиев, Мариинский театр, 1993                   | Philips Classics                  |
| 1995 | Князь Галицкий                    | «Князь Игорь»                                       | А. П. Бородин          | Валерий Гергиев, Мариинский театр                         | Philips Classics                  |
| 1995 | Инквизитор                        | «Огненный ангел»                                    | С. С. Прокофьев        | Валерий Гергиев, Мариинский театр, 1992                   | Philips Classics                  |
| 2003 | Инквизитор                        | «Огненный ангел»                                    | С. С. Прокофьев        | Валерий Гергиев, Мариинский театр, 1992                   | Arthaus Musik                     |
| 1997 | Иван Грозный                      | «Псковитянка»                                       | Н. А. Римский-Корсаков | Валерий Гергиев, Мариинский театр                         | Philips Classics                  |
| 1999 | Бурундай                          | «Сказание о невидимом граде Китеже и деве Февронии» | Н. А. Римский-Корсаков | Валерий Гергиев, Мариинский театр                         | Philips Classics                  |
| 2011 | Бурундай                          | «Сказание о невидимом граде Китеже и деве Февронии» | Н. А. Римский-Корсаков | Валерий Гергиев, Мариинский театр                         | Decca Classics                    |
| 2000 | Чуб                               | «Черевички»                                         | П. И. Чайковский       | Геннадий Рождественский, Оперный театр Кальяри            | Dynamic                           |
| 2002 | Варлаам                           | «Борис Годунов»                                     | М. П. Мусоргский       | Валерий Гергиев, Мариинский театр, 1990                   | Decca Classics / Philips Classics |
| 2010 | Варлаам                           | «Борис Годунов»                                     | М. П. Мусоргский       | Валерий Гергиев, Мариинский театр, 1990                   | Universal Россия                  |
| 2003 | Князь Вязьминский                 | «Опричник»                                          | П. И. Чайковский       | Геннадий Рождественский, Оперный театр Кальяри            | Dynamic                           |
| 2003 | Руслан                            | «Руслан и Людмила»                                  | М. И. Глинка           | Валерий Гергиев, Мариинский театр, 1995                   | Philips Classics                  |
| 2010 | Руслан                            | «Руслан и Людмила»                                  | М. И. Глинка           | Валерий Гергиев, Мариинский театр, 1995                   | Universal Россия                  |
| 2012 | Руслан                            | «Руслан и Людмила»                                  | М. И. Глинка           | Валерий Гергиев, Мариинский театр, 1995                   | Decca Classics                    |
| 2006 |                                   | «Садко»                                             | Н. А. Римский-Корсаков | Валерий Гергиев, Мариинский театр                         | Universal Россия                  |
| 2008 | Decca Classics / Philips Classics | «Садко»                                             | Н. А. Римский-Корсаков | Валерий Гергиев, Мариинский театр                         |                                   |
| 2008 | Иван Хованский                    | «Хованщина»                                         | М. П. Мусоргский       | Михаэль Бодер, театр Лисеу, 2007                          | OpusArte                          |
| 2009 | Генерал                           | «Игрок»                                             | С. С. Прокофьев        | Даниэль Баренбойм, Берлинская государственная опера, 2008 | Kultur DVD                        |
| 2010 | Генерал                           | «Игрок»                                             | С. С. Прокофьев        | Даниэль Баренбойм, Берлинская государственная опера, 2008 | C Major                           |
| 2010 |                                   | «Война и мир»                                       | С. С. Прокофьев        | Валерий Гергиев, Мариинский театр                         | Decca Classics                    |
| 2010 | Генерал                           | «Игрок»                                             | С. С. Прокофьев        | Валерий Гергиев, Мариинский театр                         | Decca Classics                    |
| 2010 | Маг Челий                         | «Любовь к трём апельсинам»                          | С. С. Прокофьев        | Валерий Гергиев, Мариинский театр                         | Decca Classics                    |
| 2010 | «Обручение в монастыре»           |                                                     | С. С. Прокофьев        | Валерий Гергиев, Мариинский театр                         | Decca Classics                    |
| 2010 | Инквизитор                        | «Огненный ангел»                                    | С. С. Прокофьев        | Валерий Гергиев, Мариинский театр                         | Decca Classics                    |
| 2010 | «Семён Котко»                     |                                                     | С. С. Прокофьев        | Валерий Гергиев, Мариинский театр                         | Decca Classics                    |
| 2011 | Буря Богатырь                     | «Кащей Бессмертный»                                 | Н. А. Римский-Корсаков | Валерий Гергиев, Мариинский театр                         | Decca Classics                    |
| 2011 | Иван Грозный                      | «Псковитянка»                                       | Н. А. Римский-Корсаков | Валерий Гергиев, Мариинский театр                         | Decca Classics                    |
| 2011 | «Садко»                           |                                                     | Н. А. Римский-Корсаков | Валерий Гергиев, Мариинский театр                         | Decca Classics                    |
| 2011 | Бурундай                          | «Сказание о невидимом граде Китеже и деве Февронии» | Н. А. Римский-Корсаков | Валерий Гергиев, Мариинский театр                         | Decca Classics                    |
| 2011 | Собакин                           | «Царская невеста»                                   | Н. А. Римский-Корсаков | Валерий Гергиев, Мариинский театр                         | Decca Classics                    |
| 2014 |                                   | «Князь Игорь»                                       | А. П. Бородин          | Джанандреа Нозеда, Метрополитен-опера                     | Deutsche Grammophon               |
| 2014 | Бурундай                          | «Сказание о невидимом граде Китеже и деве Февронии» | Н. А. Римский-Корсаков | Марк Альбрехт, Нидерландская опера, 2012                  | OpusArte                          |

## Награды и признание
- Заслуженный артист РСФСР (19 сентября 1979)
- Народный артист РФ (22 января 1997)
- Лауреат конкурса «Браво!» — 1978 — «Лучшая мужская роль» за партию Петра в опере «Пётр Первый»
- две премии Грэмми — за записи «Князя Игоря» и «Руслана и Людмилы»